# Оміньяно
Оміньяно (італ. Omignano) — муніципалітет в Італії, у регіоні Кампанія,  провінція Салерно.
Оміньяно розташоване на відстані близько 290 км на південний схід від Рима, 95 км на південний схід від Неаполя, 55 км на південний схід від Салерно.
Населення — 1633 особи (2014).

## Демографія
Населення за роками:

Станом на 1 січня 2023 року в муніципалітеті офіційно проживали 102 іноземці з 21 країни, серед них 50 громадян країн Євросоюзу та 3 громадяни України.

## Сусідні муніципалітети
- Казаль-Веліно
- Лустра
- Саленто
- Сесса-Чиленто
- Стелла-Чиленто